# Mario Muslera
Mario Muslera Planes (San Sebastián, 27 de marzo de 1873 - Ibíd., 26 de agosto de 1936) fue un militar español. 

## Biografía
En 1922 obtuvo el grado de general de brigada, quedando al mando de la 1.ª Brigada de la 15.ª División. Formó parte del Directorio militar de Primo de Rivera, representando a la VIII Región Militar. En 1928 ascendió a general de división.
Tras proclamarse la Segunda República Española, ingresó en la Comunión Tradicionalista y formó parte de la «Junta de conspiración» presidida por Manuel Fal Conde. Estallada la guerra civil española, el 14 de agosto de 1936 fue detenido en San Sebastián junto con el teniente coronel Eduardo Baselga; se les sometió a un consejo de guerra sumarísimo y fueron fusilados a los pocos días.